# Palacio Presidencial (Vilna)

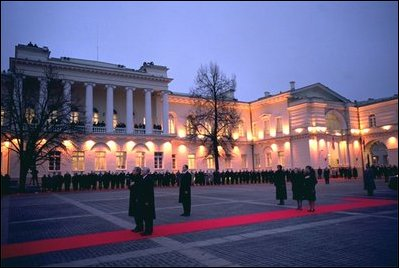
El patio trasero del Palacio durante la ceremonia oficial de bienvenida a George W. Bush

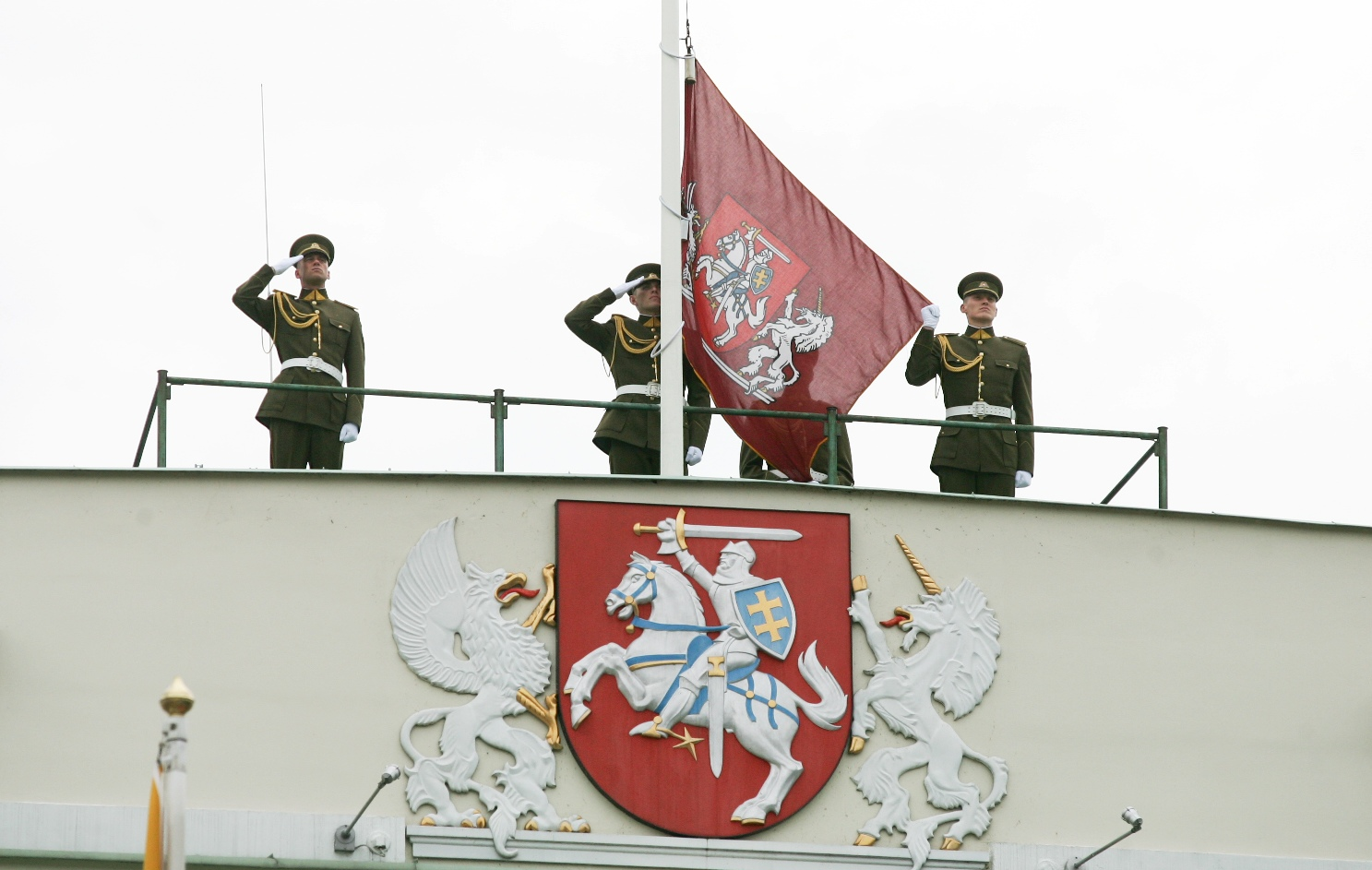
Izando la Bandera Presidencial en la azotea

El Palacio Presidencial (en lituano: Prezidentūra), situado en el centro histórico de Vilna, es la sede oficial y ocasional residencia oficial del Presidente de Lituania. El palacio se remonta al siglo XIV y durante su historia ha sido reconstruido varias veces, supervisado por importantes arquitectos, entre ellos Laurynas Gucevičius y Vasily Stasov. En 1997 el palacio se convirtió en la sede oficial del Presidente de Lituania.

## Historia
La historia del palacio se remonta al siglo XIV, cuando Jogaila, el gran duque de Lituania, promulgó un edicto donando terrenos de la ciudad a la Archidiócesis de Vilna. Por esta razón al palacio se le llama a veces el Palacio Episcopal. El Palacio se construyó a finales del siglo XIV bajo los auspicios del primer Obispo de Vilna Andrzej Jastrzębiec, y durante las generaciones sucesivas, el edificio fue ampliado y renovado. Durante el Renacimiento, el Palacio fue renovado una vez más, y se expandieron los parques y jardines que lo rodean. 
Según transcurría el siglo XVIII, tuvieron lugar una serie de acontecimientos dramáticos en la historia del Palacio: el último Obispo de Vilna vivió en el palacio, Lituania fue anexionada por el Imperio ruso y el edificio resultó gravemente dañado por dos incendios, en 1737 y en 1748. Fue reconstruido en 1750 bajo la supervisión del arquitecto Laurynas Gucevičius. Tras su reconstrucción, se usó como residencia de emperadores, reyes y nobles. En 1796 el zar Pablo I vivió en el palacio. Durante el siglo XIX, el palacio fue la residencia de varios gobernadores del Imperio ruso, como Mikhail Muravyov, apodado "El verdugo". También fue visitado por el futuro rey de Francia, Luis XVIII, en 1804.
En 1812, el zar ruso Alejandro I y el emperador francés Napoleón usaron el palacio como residencia. Durante la invasión napoleónica de Rusia, se organizaron operaciones militares y unidades del ejército lituano desde este palacio, incluidos cinco regimientos de infantería, cuatro de caballería y la Guardia Nacional de Vilna. Recibió a nobles lituanos, funcionarios recién nombrados de la administración y otros dignatarios en el Palacio. Tras la derrota de Napoleón en 1812, sirvió para ceremonias; fue aquí donde el entonces general Mikhail Kutuzov recibió el mayor premio militar de Rusia, la Orden de San Jorge. Entre 1824 y 1834, el palacio fue reconstruido por el destacado arquitecto Vasily Stasov de San Petersburgo en el Estilo Imperio, bajo la supervisión de Karol Podczaszyński. La reconstrucción del palacio por Stasov se ha mantenido hasta nuestros días.
Después de que Lituania recuperara su independencia en 1918, el Palacio albergaba el Ministerio de Asuntos Exteriores y la agencia de noticias ELTA hasta que se incorporó a Polonia en 1920. Fue restaurado en la década de 1930 por Stefan Narębski. Tras la Segunda Guerra Mundial, el palacio sirvió como el Centro de Oficiales; posteriormente fue habitado por varios artistas lituanos. El palacio fue adaptado gradualmente para su uso como oficina presidencial, y desde 1997 ha sido la oficina oficial del Presidente de Lituania y para que en el futuro sea la residencia oficial del presidente. Se iza una bandera que muestra el escudo de armas del Presidente cuando el Presidente está en el palacio o en la ciudad.